# Jeff Lindsay

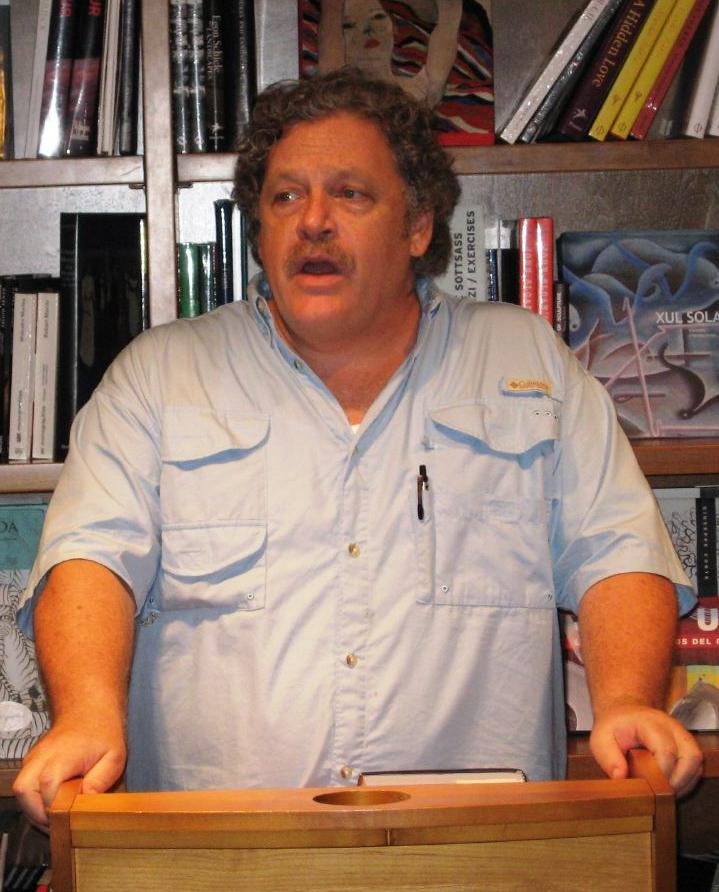
Jeff Lindsay im September 2007

Jeffry P. Freundlich (* 14. Juli 1952 in Florida), Pseudonym Jeff Lindsay, ist ein US-amerikanischer Autor.

## Leben
Nach dem Besuch der Ransom Everglades High School schloss er 1975 das Middlebury College ab. Sein erster Roman Tropical Depression: A Novel of Suspense wurde 1994 veröffentlicht. In den 1990er-Jahren folgten noch drei Werke, jedoch erst 2004 feierte Lindsay mit Darkly Dreaming Dexter den Durchbruch und seinen ersten großen Erfolg. In der Reihe erschienen in den Jahren danach mehrere Fortsetzungen. Die Hauptfigur, Dexter Morgan, ist ein Serienmörder, der für die Polizei als Forensiker arbeitet und in seinem Doppelleben Verbrecher tötet, die ihrer Bestrafung durch das Gesetz entgangen sind. Im Jahr 2006 wurde Lindsays Idee vom US-amerikanischen Pay-TV-Sender Showtime für eine Fernsehserie adaptiert, welche bis 2013 erfolgreich unter dem Titel Dexter lief. Die Rolle des Dexter wurde von Michael C. Hall verkörpert. Seit 2008 wurde die Serie auch im deutschsprachigen Fernsehen ausgestrahlt.
Jeff Lindsay lebt zusammen mit seiner Frau Hilary Hemingway in Cape Coral, Florida. Sie ist die Nichte von Ernest Hemingway.

## Werke

### Romane
Dexter-Morgan-Reihe
- Darkly Dreaming Dexter (2004)
  - Des Todes dunkler Bruder: Psychothriller, dt. von Frauke Czwikla; Knaur Taschenbuch Verlag, München 2005, ISBN 3-426-62807-4.
- Dearly Devoted Dexter (2005)
  - Dunkler Dämon: Psychothriller, dt. von Frauke Czwikla; Knaur Taschenbuch Verlag, München 2006, ISBN 3-426-62808-2.
- Dexter in the Dark (2007)
  - Komm zurück, mein dunkler Bruder: Psychothriller, dt. von Frauke Czwikla; Knaur Taschenbuch Verlag, München 2009, ISBN 978-3-426-50035-4.
- Dexter By Design (2009)
  - Die schöne Kunst des Mordens: Ein Dexter-Thriller, dt. von Frauke Czwikla; Knaur Taschenbuch Verlag, München 2010, ISBN 978-3-426-50553-3.
- Dexter is Delicious (2010)
  - Dexter: Thriller, dt. von Frauke Czwikla; Knaur Taschenbuch Verlag, München 2013, ISBN 978-3-426-51063-6.
- Double Dexter (2011)
- Dexter's Final Cut (2013) (ursprünglich geplant als Dexter's Debut)[1]
- Dexter is Dead (2015)

Billy-Knight-Reihe
- Tropical Depression (1994)
- Red Tide (2015)

Riley-Wolfe-Reihe
- Just Watch Me (2019)
- Fool Me Twice (2020)
- Three-Edged Sword (2022)
- The Fourth Rule (2023)

Weitere Romane
- mit Hilary Hemingway: Dreamland: A Novel of the UFO Cover-Up (1995)
- mit Michael Dorn und Hilary Hemingway: Time Blender (1997)
- mit Hilary Hemingway: Dreamchild (1998)

Sachbücher
- Hunting with Hemingway (2000)
  - mit Hilary Hemingway: Fischen und Jagen mit Hemingway, dt. von Michael Mundhenk; Claassen-Verlag, Berlin 2004, ISBN 3-546-00332-2.